# Батури
Батури су насељено мјесто на подручју града Глине, Банија, Република Хрватска.

## Историја
Батури су се од распада Југославије до августа 1995. године налазили у Републици Српској Крајини.

## Становништво
| Националност       | 1991. |
| Хрвати             | 24    |
| Срби               | 1     |
| Југословени        |       |
| остали и непознато |       |
| Укупно             | 25    |

| Демографија | Демографија | Демографија |
| Година      | Становника  | Становника  |
| ----------- | ----------- | ----------- |
| 1961.       | 56          |             |
| 1971.       | 25          |             |
| 1981.       | 34          |             |
| 1991.       | 25          |             |
| 2001.       | 6           |             |
| 2011.       |             | 0           |